# Faiz Ahmad
Faiz Ahmad (1946 em Kandahar, Afeganistão - 12 de novembro de 1986, em Pexauar, Paquistão) (persa: فیض احمد ) foi um líder maoista afegão que, em 1973, fundou a Organização para a Libertação do Afeganistão.
Nasceu em uma família tadjique, um povo de língua persa. Estou em Kandahar antes de ir para Cabul para fazer o ensino médio, onde se tornou um militante de esquerda depois de ler algumas obras de Marx e Lênin.
Foi aluno de Akram Yari, um líder do movimento maoísta no Afeganistão, que o influenciou profundamente. Yari Akram era o líder da Organização da Juventude Progressista, uma organização maoísta fundada em 6 de outubro de 1965.
Depois de se formar no ensino médio, Ahmad ingressou na Faculdade de Medicina da Universidade de Cabul. Foi nessa época em que rompeu com a Organização da Juventude Progressista e, em 1973, fundou o Grupo Revolucionário do Povo do Afeganistão, que, a partir de 1980, passou a ser  denominado como "Organização para a Libertação do Afeganistão".
Em 1976, casou-se com Meena Keshwar Kamal.
No contexto da Ruptura Sino Soviética, tornou-se opositor do regime pro-soviético do Partido Democrático do Povo do Afeganistão (PDPA). Em junho de 1979, o Grupo Revolucionário do Povo do Afeganistão formou uma aliança com a Frente Mujahedin de Luta pela Libertação do Afeganistão, um partido islâmico moderado.
Em 5 de agosto de 1979, o Grupo Revolucionário do Povo do Afeganistão liderou, juntamente com a Frente de Combatentes pela Liberdade Mujahedin do Afeganistão, o Levante de Bala Hissar, que resultou na morte ou prisão de dezenas de integrantes do grupo.
Durante a Guerra do Afeganistão (1979-1989), o Grupo Revolucionário do Povo do Afeganistão aliou-se às forças políticas islâmicas na luta armada contra tropas soviéticas e do exército afegão.
Ele escreveu "Mash'al-i Rehayi" (O Farol da Emancipação), onde estabeleceu as linhas políticas e estratégicas para as atividades de Organização para a Libertação do Afeganistão.
Em 12 de Novembro de 1986, foi assassinado, junto com outros seis integrantes da Organização para a Libertação do Afeganistão por integrantes do Hezbi Islami, organização liderada por Gulbuddin Hekmatyar.